# حضرة أحمد
حضرة أحمد هي سيرة ذاتية باللغة الإنجليزية لميرزا غلام أحمد، مؤسس الجماعة الإسلامية الأحمدية، كتبها الخليفة الثاني للجماعة الأحمدية، ميرزا بشير الدين محمود أحمد. نُشر الكتاب لأول مرة في عام 1967، وأُعيد إصداره في أعوام 1985 و1995 و1998.

## الملخص
يوضح المؤلف في هذا الكتاب النقاط التالية المتعلقة بحياة ميرزا غلام أحمد:
- تتناول الفصول الأولى من الكتاب خلفيته وحياته المبكرة بما في ذلك ولادته وطفولته ودراساته.
- وفي الجزء التالي من الكتاب، سيتم شرح حياته المهنية.
- ويشرح الكتاب بعد ذلك خدماته كعالم ديني بما في ذلك كتابه الشهير البراهين الأحمدية [الإنجليزية].
- ثم يتحدث المؤلف عن ميرزا الذي يدعي أنه المسيح الموعود والمهدي وبقية حياته.